# قادة كشاملي
 قادة كشاملي  (1978 الجزائر) هو لاعب كرة قدم جزائري.

## روابط خارجية
- قادة كشاملي على موقع قاعدة بيانات كرة القدم.إي يو (الإنجليزية)
- قادة كشاملي على موقع Soccerway.com (الإنجليزية)